# Pojezierze Łagowskie
Pojezierze Łagowskie (315.42) – część Pojezierza Lubuskiego położona między Kotliną Gorzowską (na północy) i Pradoliną Warciańsko-Odrzańską (na południu) a Lubuskim Przełomem Odry i Równiną Torzymską na zachodzie i Bruzdą Zbąszyńską na wschodzie.

## Opis
Obszar obejmuje liczne wzgórza morenowe. Wzniesienia przekraczają wysokość 200 m. Najwyższe to Bukowiec (225,4 m n.p.m.) i Gorajec (209,7 m n.p.m.). Podłoże stanowią sfałdowane warstwy trzeciorzędowe. Na terenie pojezierza występują liczne pokłady węgla brunatnego. W miejscowości Sieniawa funkcjonuje odkrywkowa Kopalnia Węgla Brunatnego „Sieniawa”.
Na pojezierzu znajdują się liczne, niewielkie jeziora rynnowe. Do największych jezior należą: Niesłysz, Lubniewsko, Ciecz, Lubiąż, Jezioro Łagowskie, Wilkowskie i Paklicko Wielkie.
Na północy występują dość duże obszary lasów bukowych. Istnieje tu Łagowsko-Sulęciński Park Krajobrazowy.
Sieć rzeczna w regionie jest stosunkowo dobrze rozwinięta, lecz tworzą ją głównie niewielkie rzeki oraz sztuczne kanały. Najważniejsze cieki wodne pojezierza to Ilanka, Obrzyca, Postomia, Paklica, Lubniewka, Ołobok, Rakownik oraz Kanał Niesulicki, Racza Struga, Łęcza.
Głównymi ośrodkami turystycznymi są Łagów, Sulęcin, Lubniewice, Ośno Lubuskie. Główne miasta – Świebodzin, Sulęcin.